# Eric Fonoimoana
Eric Fonoimoana (* 7. Juni 1969 in Manhattan Beach, Vereinigte Staaten) ist ein US-amerikanischer Beachvolleyballspieler und Olympiasieger.

## Karriere
Von 1991 bis 1997  spielte Eric Fonoimoana mit  vielen verschiedenen Partnern. Seine größten Erfolge in dieser Zeit waren der erste Sieg auf der AVP-Tour 1994 in Baltimore mit Scott Ayakatubby und der zweite Platz bei seinem ersten FIVB-Turnier mit Mike Whitmarsh am Carolina Beach in Puerto Rico.
Ab Ende des Jahres 1997 trat Eric Fonoimoana mit Dain Blanton an. Die beiden gewannen bis zum Jahr 2000 drei Turniere bei der amerikanischen Tour. Bei der Welttour der FIVB konnten die beiden Amerikaner bis Mitte September 2000 nicht ein einziges Turnier gewinnen. Bei den Olympischen Spielen in Sydney gewannen sie jedoch mit einem Finalsieg über die Brasilianer Zé Marco und Ricardo die Goldmedaille. Bis Ende 2001 spielten die beiden noch zusammen; ihr größter Erfolg im letzten Jahr ihrer Zusammenarbeit war ein zweiter Platz in Hermosa Beach.
2002 war Fonoimoanas erfolgreichstes Jahr auf der AVP-Tour. Er gewann vier Titel mit Dax Holdren und wurde zum wertvollsten Spieler (MVP) des Jahres gewählt. Darauf folgten ein weiterer Titel mit Holdren 2003, ein Sieg mit seinem neuen Partner Kevin Wong im gleichen Jahr sowie je ein gewonnenes Turnier mit Wong und Mike Lambert 2004. Fonoimoana gewann in sieben aufeinanderfolgenden Jahren seit 1998 mit fünf verschiedenen Partnern mindestens einen Titel pro Jahr.
Auch in den kommenden Jahren wechselte der Kalifornier noch häufig seine Partner, spielte sowohl noch einige Turniere mit seinem Cousin Albert Hannemann als auch mit dem Mitstreiter seines größten Erfolges Dain Blanton, ehe er Ende 2008 seine Karriere beendete.

## Privates
Eric Fonoimoana wuchs in Manhattan Beach in Kalifornien auf als jüngster von sechs Geschwistern. Seine Schwester Lelei ging als Schwimmerin für das Team der Vereinigten Staaten bei den Olympischen Spielen 1976 in Montreal an den Start. Eric Fonoimoana besuchte wie seine Eltern die Mira Costa High School und begann dort mit dem Volleyball. Anschließend studierte er an der Universität von Santa Barbara und promovierte in Soziologie. Heute wohnt er mit seiner Frau Eliza in Hermosa Beach.
Im Frühling des Jahres 2000 gründete Fonoimoana die karitative Organisation „Dig for Kids“, die Kindern aus weniger reichen Einkommensschichten Nachhilfe und Beratung in schulischen Dingen sowie qualifiziertes Volleyballtraining bieten sollte. Durch den Gewinn der Goldmedaille des Kaliforniers wurden viele Sponsoren auf dieses Projekt aufmerksam, sodass schon über 2800 Schüler von der Einrichtung profitierten.